# El color púrpura
El color púrpura (títol original en anglès The Color Purple) és una pel·lícula estatunidenca dirigida per Steven Spielberg i estrenada l'any 1985. Està basada en la novel·la homònima d'Alice Walker guanyadora del Premi Pulitzer el 1983.	

## Argument
La història se centra en la vida de Celie, una jove noia negra, a principis de segle. Celie té 14 anys i està embarassada del seu propi pare, un home despòtic i cruel. Així continua la difícil existència Celie durant 30 anys més.

## Repartiment
- Danny Glover: Albert
- Whoopi Goldberg: Celie
- Margaret Avery: Shug Avery
- Oprah Winfrey: Sofia
- Akosua Busia: Nettie
- Adolph Caesar: Old mister
- Willard E. Pugh: Harpo